# Golfe de Sagone
Pour les articles homonymes, voir Sagone (homonymie).
Le golfe de Sagone (en langue corse golfu di Saone) est un golfe de la mer Méditerranée qui baigne la côte ouest de la Corse.

## Géographie
« Le golfe de Cinarca qui commence à Capo di Pero. Ce golfe renferme le port de Sagone, l'embouchure du Liamone, qu'entoure une riante et fertile campagne ; Cinarca, forteresse détruite ; Porto Provenzale et en dernier lieu Capo di Feno, où se termine le golfe. »

— Mgr Giustiniani in Dialogo nominato Corsica, traduction Lucien Auguste Letteron in Histoire de la Corse, Description de la Corse - Tome I, p. 55
Le golfe de Sagone autrefois nommé golfe de Cinarca, est localisé sur le littoral occidental de l'île, entre le golfe de Porto et le golfe d'Ajaccio, bordant le centre et le sud du Vicolais (pièves de Sorroingiù et Cinarca). Il est délimité par deux avancées rocheuses en mer, la Punta di Cargèse au nord, et le Capo di Feno au sud.
Entre ces deux caps, le golfe de Sagone se compose de plusieurs secteurs côtiers qui comprennent, du nord au sud :

### Baie de Menasina
- la marine de Cargèse,
- la plage de Menasina,
- la calanque de Molendinu,

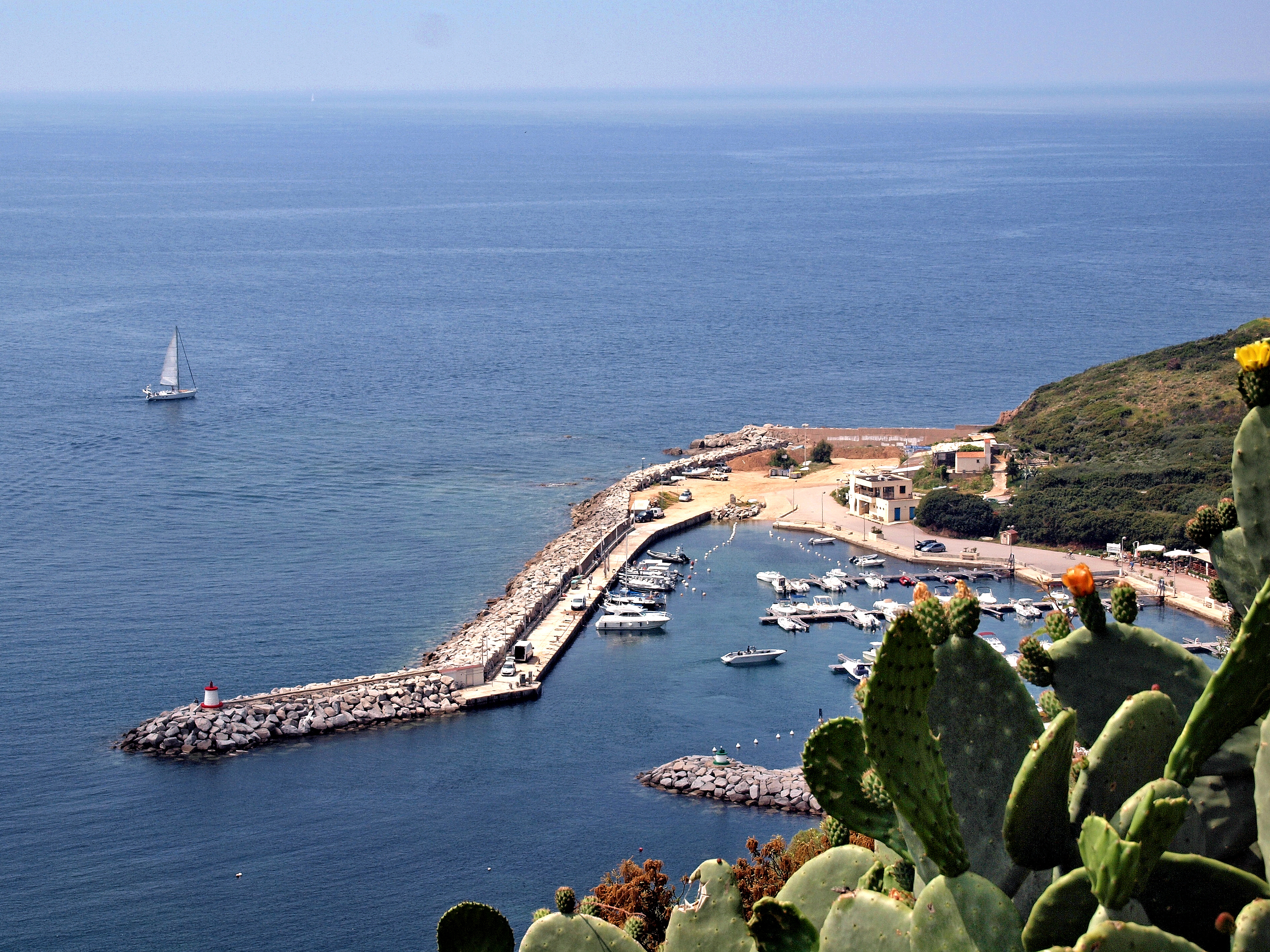
Marine de Cargèse

- la Punta di Molendinu. À près de 1,1 km au large, se trouve le rocher de Marifaja, un écueil haut de 2,1 m.
- la plage de Capizollu,
- la Pointe des Moines.

### Baie de Stagnolu
- la plage de Stagnolu,
- la Punta de Triu,
- la Punta Albellu.

### Baie de Sagone
- le port de Sagone et sa plage,
- la plage de Santana,

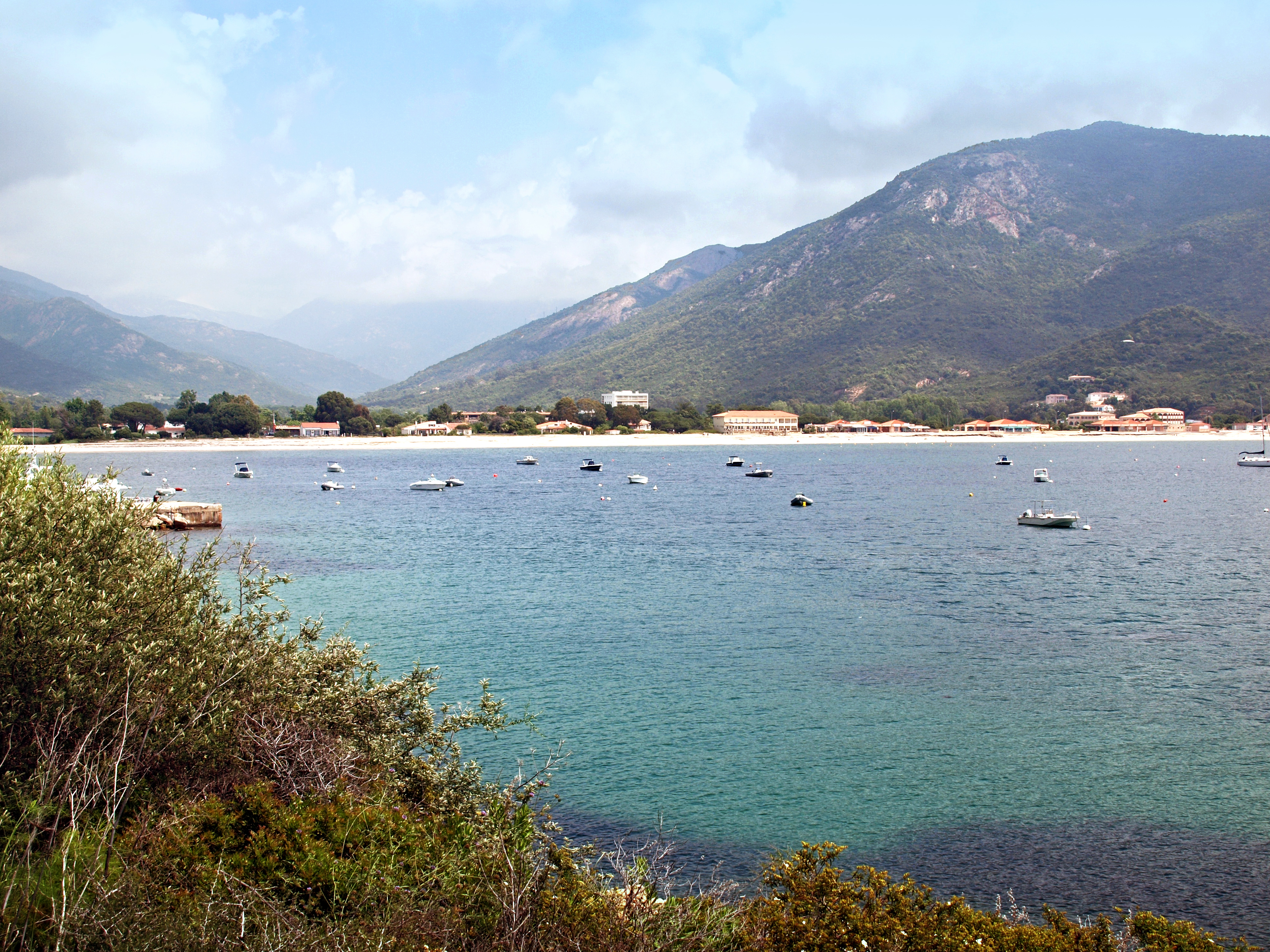
Sagone

- la Punta San Giuseppe, au large de laquelle se trouvent les récifs de Saint-Joseph,
- la plage de San Giuseppe au nord de l'embouchure du Liamone,
- la plage du Liamone, au sud du fleuve côtier éponyme,
- la Pointe Capigliolu, avec quelques îlots dont le plus important est le rocher de la Punta Capigliolo, d'une superficie de 7 150 m2.

### Baie de Liscia
- Tiuccia
- la plage du Stagnone,

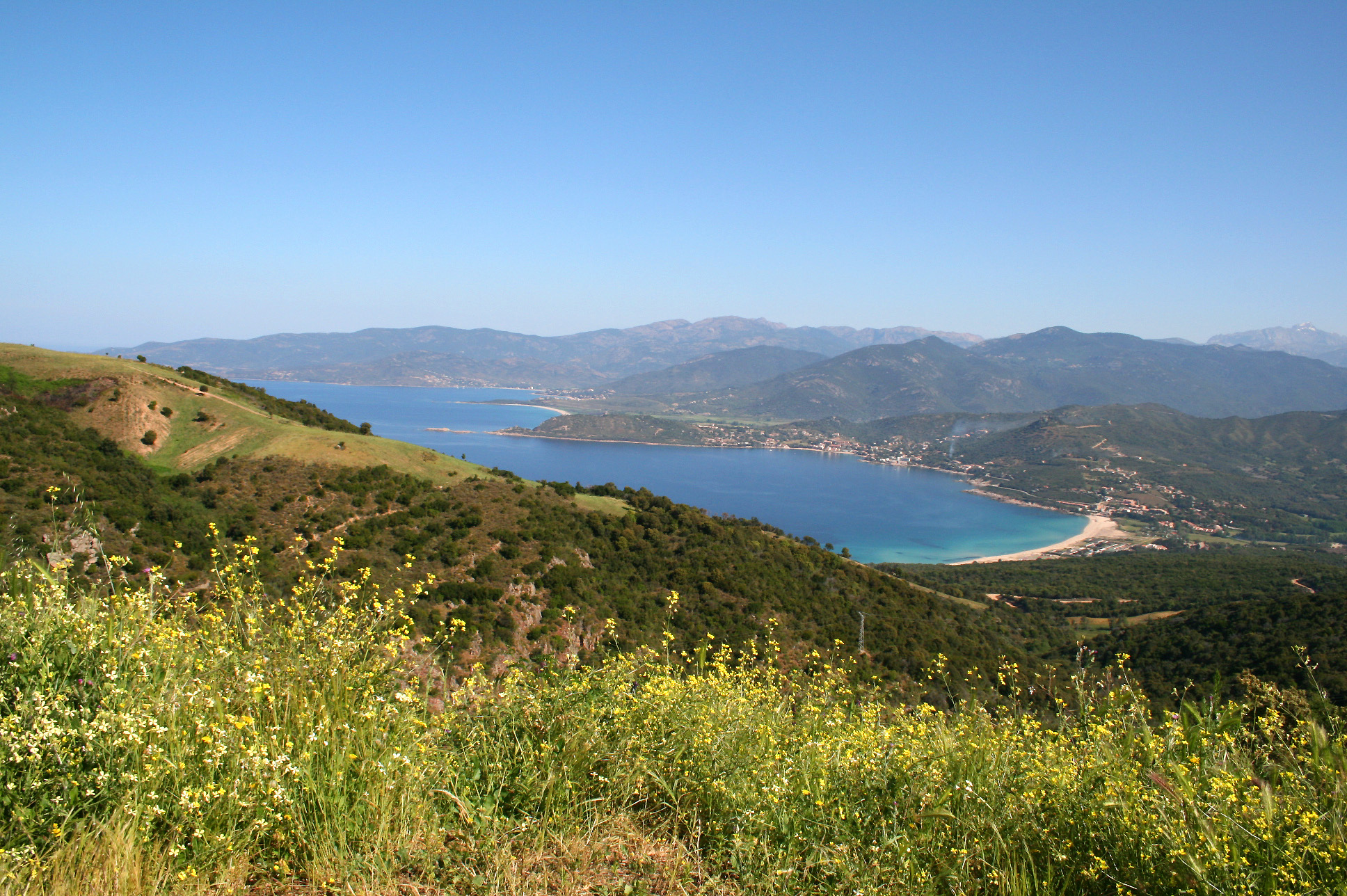
Tiuccia

- la Pointe Palmentoju, avec quelques îlots dont le plus important est le rocher de la Punta di Palmentoju, d'une superficie de 7 800 m2.

### Anse (ouCala) d'Ancone
- la marina di Pevani,
- la Punta Pagliagi. Au nord, se trouvent les récifs de Pagliagi.

### Côte autour du Monte Sant'Agnellu
Au sud du golfe de Sagone, le Monte Sant'Agnellu (347 m) crée un promontoire avancé en mer, bordé de :
- la Pointe Tranpitatoju,
- la Pointe de Castellu Rossu,
- la Pointe Parrajola,
- la Pointe Pelusella,

### Golfe de Lava
- l'anse de Portu Provençale (Portu Provinzale), sa plage, les résidences du golfe de Lava, et le village de vacances « Paesi di Lava »,
- l'anse de la Figuera,

La profondeur maximale est de 910 m au milieu du golfe.

## Communes limitrophes
Sont baignées par les eaux du golfe, les façades maritimes des communes ci-après :
- Cargèse
- Vico
- Coggia
- Casaglione
- Sant'Andréa-d'Orcino
- Calcatoggio
- Appietto
- Alata
- Villanova
- Ajaccio

## Hydrographie
Le golfe reçoit les eaux de plusieurs petits fiumi, fleuves côtiers et ruisseaux. Les principaux sont (du nord au sud) : ruisseau de Menasina, ruisseau d'Arbitreccia, ruisseau de Bubia, rivière de Sagone, fleuve Liamone, fleuve a Liscia, ruisseau de Murtetu, ruisseau de Sarracinaja, ruisseau de Lava, ruisseau de Loriaggiu.

## Histoire
Au XVIe siècle, le golfe de Sagone a été souvent fréquenté par les pirates barbaresques qui ont fait de nombreuses incursions dévastatrices sur la côte qui le borde, jusque dans les terres intérieures. L'Office de Saint Georges qui gérait l'île, décide de faire fortifier les côtes.
Au début du XVIIe siècle, Gênes renforce son dispositif de défense et fait édifier des tours nouvelles aux frais des communautés rurales.
En 1676 à Scala di Paomia (l'actuel port de Sagone), ont débarqué près de 800 immigrés grecs auxquels Gênes a accordé le territoire de Paomia.

## Lieux et monuments

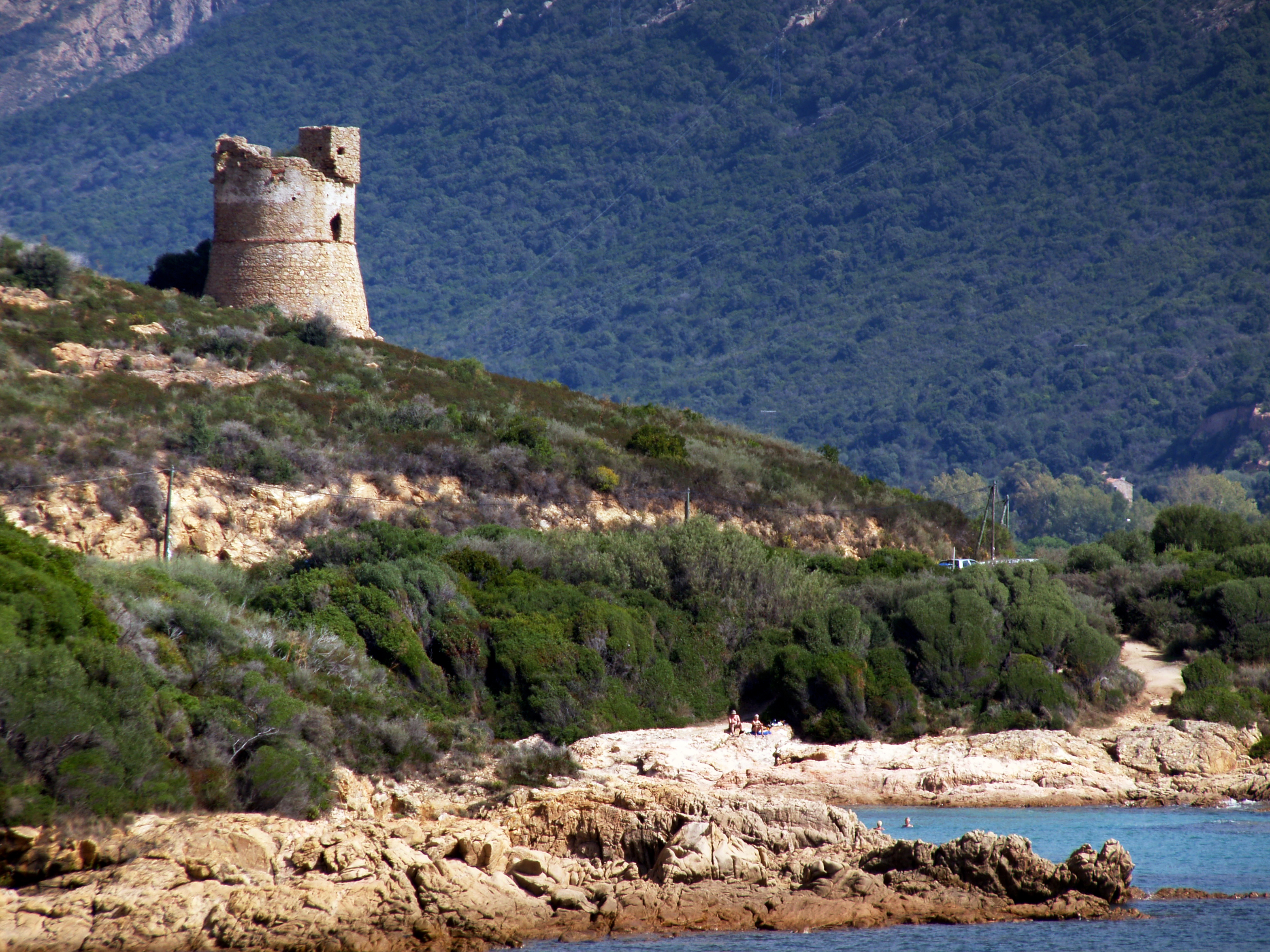
Tour de Sagone

Sur les pointes côtières se dressent encore les six tours génoises ruinées de :
- Paomia (ou Cargèse),
- Sagone, inscrite MH[10]
- Capigliolo,
- Ancone,
- Pelusella,
- Feno.